# قضاء الفلوجة
قضاء الفلوجة هو قضاء عراقي مركزه مدينة الفلوجة، وهو أكثر أقضية محافظة الأنبار سكاناً مع مدينة الفلوجة والمدن والقرى التابعة لها).

## النواحي والقرى
- الفلوجة
- الفلاحات
- الصقلاوية
- السجر
- النعيمية
- الشهابي الأولى
- البوعلوان
- الحلابسة
- النساف
- البوصالح
- الكرمة (أصبحت قضاء حاليا)
- العامرية(أصبحت قضاء حاليا)